# Federación Argentina de Karate
La Federación Argentina de Karate (FAK) es una federación argentina que se encarga de administrar los torneos argentinos de Karate. El presidente de FAK es el Sr. José García Maañón. La FAK regula todos los torneos y atletas nacionales, además de brindarles entrenamiento exclusivo en el Centro Nacional de Alto Rendimiento Deportivo (CeNARD).   
Esta federación regula la Selección Argentina de Karate, la cual  está compuesta por 10 miembros, que participan en los diversos torneos internaciones tanto en Kata como en Kumite.   

## Historia
Fundada en 1974, para dar apoyo al proyecto internacional de la WUKO de convertir al karate en deporte olímpico. Organizó torneos nacionales y selectivos de la especialidad. Participó de torneos mundiales de la WUKO en Long Beach 1975 y Madrid 1980, fue fundadora de PUKO. La FAK en 2019 participó en los Juegos Panamericanos de 2019 y tres representantes nacionales participaron. Y en la actualidad la FAK representará en la edición número 35 del  Campeonato Panamericano de Karate 2022 en Curazao, con atletas Argentinos expertos en la materia, 